# The Life of the Mind in America
The Life of the Mind in America: From the Revolution to the Civil War (en français : La Vie de l'esprit en Amérique: de la Révolution à la Guerre civile) est un livre d'histoire publié par Perry Miller en 1965. Il a remporté le prix Pulitzer d'histoire en 1966,,.

## Éditions
- The Life of the Mind in America: From the Revolution to the Civil War, New York, Harcourt, Brace & World, 1965  (ISBN 978-0156519908)